# Aristònous d'Egina
Aristònous d'Egina (grec antic: Ἀριστόνους, Aristónus, llatí: Aristonous) va ser un escultor grec nadiu de l'illa d'Egina.
Va fer una estàtua del deu Zeus que els habitants de Metapont van dedicar al santuari d'Olímpia, segons que diu Pausànias, que la va veure.